# Rochowo
Rochowo (deutsch Rochow) ist ein Dorf in der polnischen Woiwodschaft Westpommern. Das kleine Dorf gehört zur Stadt- und Landgemeinde Polanów (Pollnow) im Powiat Koszaliński (Kösliner Kreis).

## Geographische Lage
Das Dorf liegt in Hinterpommern, etwa 21 Kilometer nordnordwestlich von Miastko (Rummelsburg i. Pom.) und acht Kilometer nordöstlich der Kleinstadt Polanów (Pollnow).

## Geschichte

Rochow, nordnordwestlich von Rummelsburg und nordwestlich des Dorfs Pritzig, auf einer Landkarte von 1915

Urkundlich wurde Rochow erst 1575 erwähnt, gilt aber als alter Lettowscher Besitz und wohl als Gründung der Kolonialzeit. Im Jahre 1590 waren hier zehn Bauern und zwei Kossäten angesiedelt, 1685 waren es – nach dem Kriege – nur noch drei Bauern. Zu Ende des 18. Jahrhunderts hatte das Dorf acht Bauern, von denen sechs zum Rummelsburger und zwei zum Schlawer Kreis gehörten.
Das Gut war lange Jahre im Besitz eines Zweigs der Familie von Lettow. Dann wechselten die Besitzer, u. a. waren die von Glasenapp, die von Below, die von Wrangel und von Loeben zeitweise Eigentümer. Von 1904 bis 1945 stand es im Eigentum der Familie Wilke.
Am 1. Dezember 1913 wurden auf dem 619 Hektar umfassenden Rittergut Rochow 18 viehhaltene Haushaltungen gezählt, die zusammen 38 Pferde, 135 Stück Rindvieh, 240 Schafe und 134 Stück Borstenvieh hielten.
Am 1. April 1927 hatte das Gut Rochow eine Flächengröße von 619 Hektar, und am 16. Juni 1925 hatte der Gutsbezirk 145 Einwohner. Am 30. September 1928 wurden die Gutsbezirke Misdow B und Rochow sowie ein Teil des Gutsbezirks Wendisch Puddiger im Amtsbezirk Varzin zur Landgemeinde Misdow zusammengeschlossen.
Im Jahre 1812 zählte Rochow 70 Einwohner. Ihre Zahl stieg bis 1843 auf 109, 1885 noch einmal auf 114 und bis 1925 auf 145. 
Bis 1945 gehörte die Wohnstätte Rochow bzw. die Gemeinde Misdow zum Landkreis Rummelsburg im Regierungsbezirk Köslin der preußischen Provinz Pommern des Deutschen Reichs und war dem Amtsbezirk Pritzig zugeordnet. Das Standesamt befand sich in Pritzig.
Gegen Ende des Zweiten Weltkriegs wurde Richow Anfang März 1945 von der Roten Armee besetzt. Danach wurde Rochow zusammen mit ganz Hinterpommern von der Sowjetunion der Volksrepublik Polen zur Verwaltung überlassen. In der Folgezeit wurde die einheimische Bevölkerung von der polnischen Administration aus Rochow vertrieben. Der Ortsname Rochow wurde zu „Rochowo“ polonisiert.
Der Ort bildet heute einen Teil der Gmina Polanów im Powiat Koszaliński in der Woiwodschaft Westpommern (1975 bis 1998 Woiwodschaft Köslin). Hier sind heute weniger als 20 Ortseinwohner registriert.

## Kirche

### Kirchspiel bis 1945
Vor 1945 war die Bevölkerung von Rochow fast ausnahmslos evangelischer Konfession. Der Ort gehörte zur Kirchengemeinde Vellin, die seit Mitte der 1930er Jahre eine Filialgemeinde in der Parochie Pollnow war. Sie lag im Kirchenkreis Schlawe im Ostsprengel der Kirchenprovinz Pommern der Kirche der Altpreußischen Union.
Das katholische Kirchspiel war in Rummelsburg i. Pom.

### Kirchspiel seit 1946
Die seit 1945 und Vertreibung der Einheimischen hier lebenden polnischen Dorfbewohner sind überwiegend katholischer Konfession. Die Katholiken gehören zum polnischen Kirchspiel Wielin (Vellin), das der Pfarrei in Polanów (Pollnow) zugeordnet ist. Sie liegt im Dekanat Polanów im Bistum Köslin-Kolberg der Katholischen Kirche in Polen. 
Hier lebende evangelische Kirchenglieder sind dem Pfarramt in Koszalin (Köslin) in der Diözese Pommern-Großpolen der Evangelisch-Augsburgischen Kirche in Polen zugeordnet.

## Verkehr
Über das Straßennetz zu erreichen ist der Ort über eine Nebenstraße, die Rzeczyca Wielka ((Groß) Reetz) an der Woiwodschaftsstraße 206 mit Mzdowo (Misdow) an der Woiwodschaftsstraße 208 verbindet.
Durch den Ort verläuft die Trasse der 1945 stillgelegten Bahnstrecke Gramenz–Zollbrück, an der das damalige Rochow Bahnstation war. Heute besteht für den Ort Bahnanschluss über die jeweils acht Kilometer entfernten Stationen Przytocko (Pritzig) und Ciecholub (Techlipp) an der Bahnstrecke Piła–Ustka (Schneidemühl - Stolpmünde).